# Robert Kuhn (Künstler)
Robert Kuhn (* 3. Mai 1905 in Posen; † 1999 in Berlin) war ein deutscher Bildhauer, Maler und Graphiker.

## Leben
Kuhn absolvierte in Berlin von 1919 bis 1923 eine Ausbildung zum Holzbildhauer und besuchte bis 1925 Fachschulen. Danach begab er sich auf die Walz durch Süddeutschland, Holland, Österreich und die Schweiz. Ab 1928 studierte er an der Kunstgewerbeschule Berlin-Charlottenburg (KGS), Fachrichtung Bauplastik. 1929/1930  hatte er eine Anstellung im Atelier von Ernst Böhm. Von 1931 bis 1933 war er in einer Werbeagentur angestellt und arbeitet er u. a. als Werbegrafiker für John Heartfield und Erwin Piscator. 1933 wurde er von der SA wegen illegaler Herstellung von Flugblättern verhaftet und erhielt von 1933 bis 1943 ein Berufsverbot. 1943–1945 wurde er im berüchtigten Strafbataillon der Wehrmacht als Soldat in Griechenland eingesetzt.
1945/1946 war Kuhn Referent in der neugeschaffenen Verwaltung für Volksbildung in Berlin. Von 1946 bis 1950 arbeitete er als Gebrauchsgraphiker beim Verlag Volk und Wissen. 1950–1970 war er Dozent am Institut für Kunsterziehung an der Humboldt-Universität zu Berlin. Schüler von Robert Kuhn war u. a. Reinhard Dietrich und Dietrich Kunth.
Ab 1971 arbeitete Kuhn in Berlin freischaffend als Maler und Graphiker. Er war bis 1990 Mitglied des Verbands Bildender Künstler der DDR.

## Werke (Auswahl)
- Nächtliche Kundgebung (1952, Linolschnitt ?)[1]
- Vor dem Bootshaus (vor 1953, Lithografie; ausgestellt auf der Wanderausstellung „Berliner Künstler“)
- Freude in der Großstadt (1949, Aquarell)[2][3]
- Herbstlicher Park (1950, Aquarell)[4][3]
- Chemiearbeiter (1953, Sepia-Zeichnung, 45 × 35 cm; ausgestellt auf der Dritten Deutschen Kunstausstellung)[5]
- Der Friede kann nur erhalten werden … (1959, Lithografie; Entwurf für eine Bilderserie „Frieden der Welt“ für Schautafeln; auf der Vierten Deutschen Kunstausstellung)[6]

## Ausstellungen (mutmaßlich unvollständig)
- 1952: Bautzen, Görlitz und Zittau (Wanderausstellung „Berliner Künstler“)
- 1953 und 1958/1959: Dresden, Deutschen Kunstausstellung
- 1954, 1957, 1960, 1975 und 1979; Berlin, Bezirkskunstausstellung
- 1976: Karl-Marx-Stadt, Städtische Museen („Jugend und Jugendobjekte im Sozialismus“)

## Ehrungen
- 1983 Verdienstmedaille der DDR[7]
- 1986 Vaterländischer Verdienstorden in Bronze